# غرازهدانسكوي (ستافروبول)
غرازهدانسكوي, غرازهدانسكوي بيرفويي (بالروسية: Гражданское) هي مدينة في مقاطعة ستافروبول كراي في روسيا.
يبلغ عدد سكانها حوالي 3011   نسمة.